# Hōjō Tsunetoki
Hōjō Tsunetoki (北条経时, , 1224 - 17 de maio 1246) foi o quarto shikken (1242-1246) do shogunato Kamakura. Filho de Hōjō Tokiuji e de uma ex-mulher de Adachi Kagemori, Tsunetoki era irmão mais velho de Hōjō Tokiyori e neto de Hōjō Yasutoki. Durante o período de administração de 4 anos, O shikken fundou o templo budista Kōmyō-ji em Zaimokuza, Kamakura. A sua urna funerária se encontra no interior deste templo.
Tsunetoki no início do seu mandato, deparou-se com dois problemas de difícil solução. Um deles, era encontrar um sucessor aceitável para o shōgun Kujō Yoritsune. O caminho óbvio foi solicitar a nomeação de Kujō Yoritsugu, seu filho, para substituí-lo. Outro era manter a estabilidade da regência num momento em que poderia ser contestado, pois estava nas mãos de um membro ainda inexperiente do Clã Hōjō. Em abril de 1246 Tsunetoki foi acometido por uma doença que o levou à morte. Em 1246 foi sucedido pelo seu irmão mais novo Hōjō Tokiyori.